# Gastrula

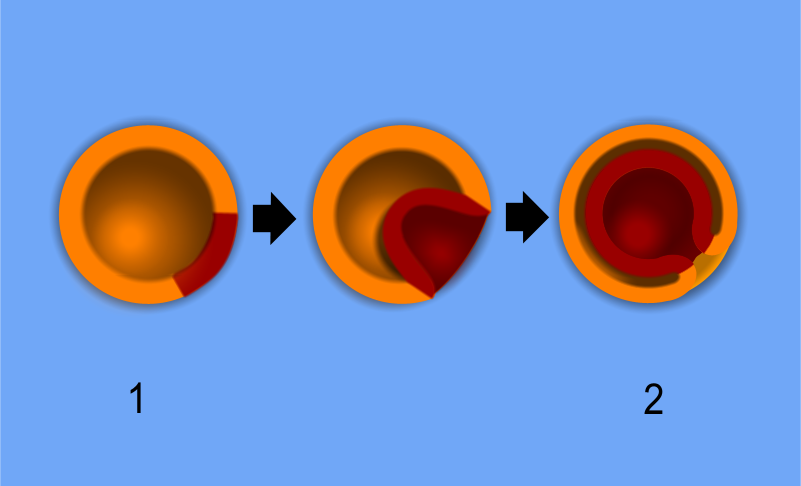
Vorming van een gastrula.
1) blastula, 2) gastrula; oranje - ectoderm, rood - endoderm (of endoblast) (afbeelding gemaakt door Pidalka44)

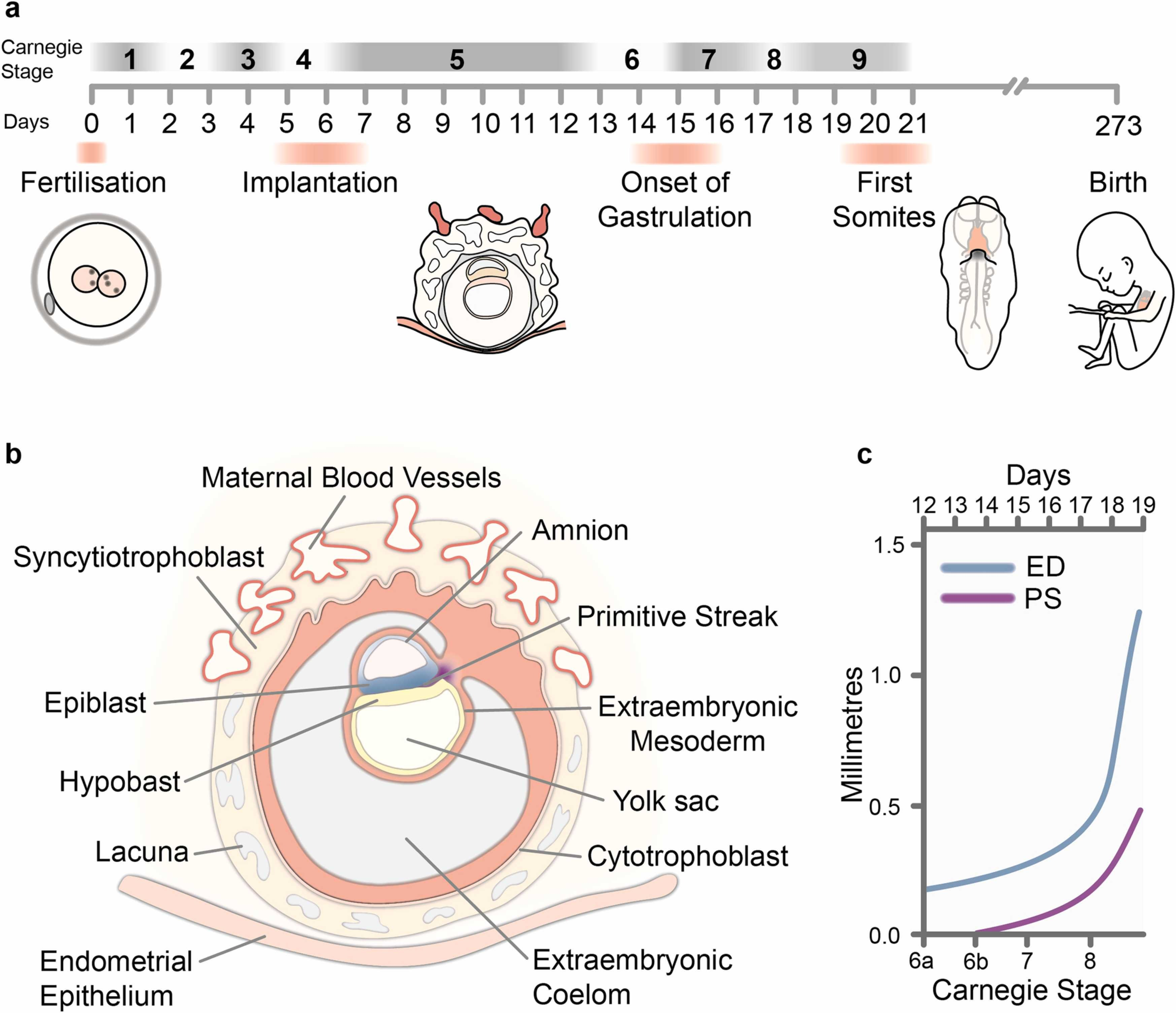
Gastrulatie bij de mens

De gastrula is de naam die aan het embryo wordt gegeven, zodra dit wordt gevormd door gastrulatie, migratie van groepen cellen. Het bestaat uit een blastocoel en een archenteron (oerdarm), twee holtes die na het blastulastadium door deze inrolling ontstaan in het embryo.
De drie kiemlagen (ectoderm, mesoderm, endoderm) worden tijdens de gastrulatie in de juiste volgorde gevormd en gearrangeerd. De cellen worden gedifferentieerd naar het ectoderm of mesendoderm, dat zich vervolgens verdeelt in het mesoderm en het endoderm. Dus vóór de gastrulatie is het embryo een kiemblad en tegen het einde ervan is het begonnen met differentiatie naar verschillende cellijnen, de opzet van basisassen van het lichaam en de internalisatie van celtypen.
De blastocoel krimpt tijdens gastrulatie. Kiemlaagcellen migreren naar de ventrale pool van het embryo.
Bij neteldieren wordt met de gastrulatie de embryonale ontwikkeling voltooid.

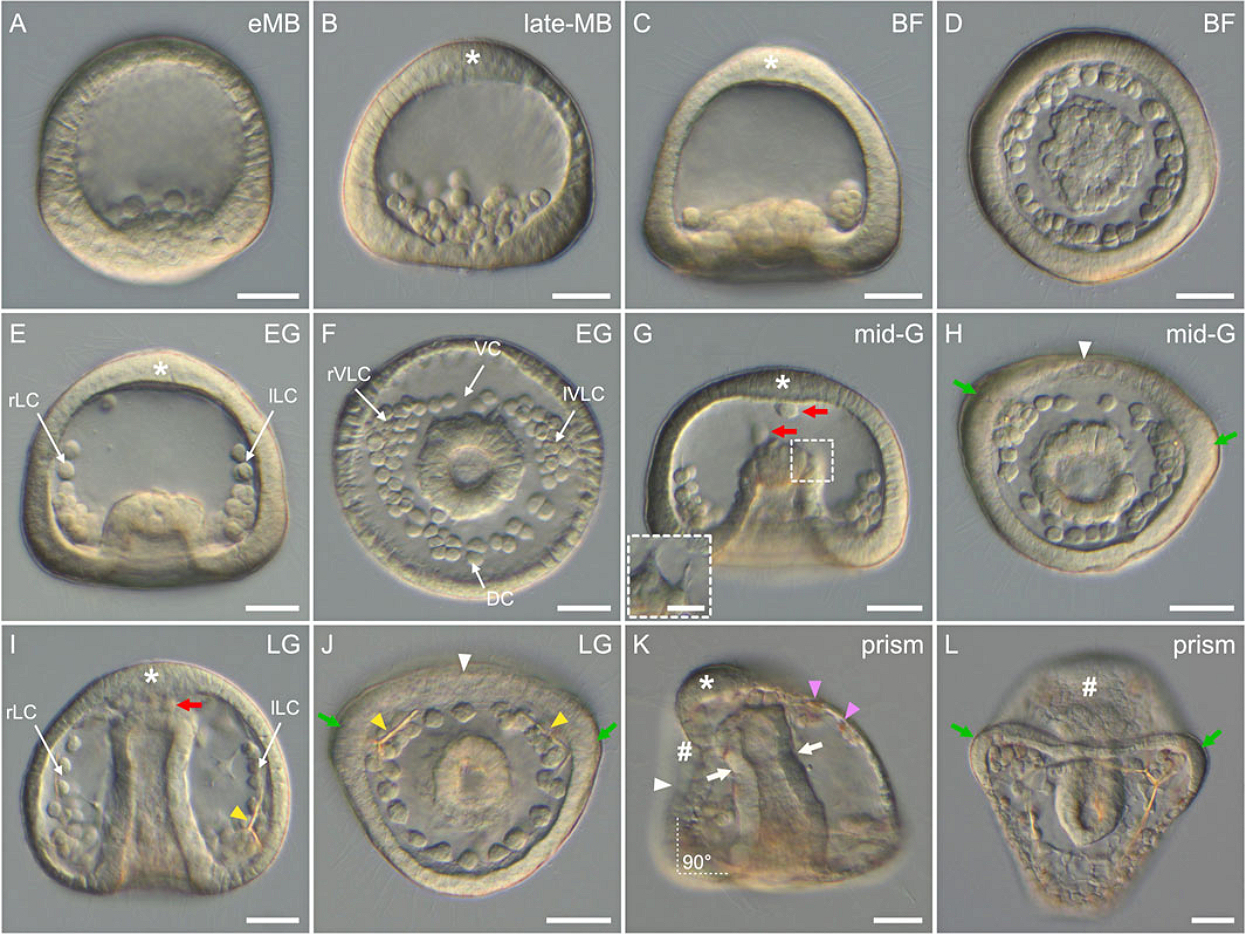
Gastrulatiestadia van Paracentrotus lividus onder lichtmicroscopie.

Onderschrift gastrulatie stadia: De ontwikkelingsstadia zijn als volgt: (A) vroeg mesenchymblastulastadium (eMB); (B) laat mesenchymblastulastadium (laat-MB); (C,D) blastoporusvormingsfase (BF); (E,F) vroeg gastrulastadium (EG); (G, H) middengastrulastadium (midden-G); (I,J) laat gastrulastadium (LG); (K,L) prismastadium (prisma). In (A –C,E,G,I,K) bevinden de embryo's zich in zijaanzicht met de dierlijke pool naar boven, en in (K) is de ventrale zijde links. In (D,F,H,J,L) bevinden de embryo's zich in  vegetatief aanzicht met de buikzijde naar boven. In (B,C,E,G,I,K) markeert de asterisk het dierlijke (of apicale) pooldomein. In (G,I) geven rode pijlen aan dat niet-skeletogene mesodermcellen migreren binnen de blastocoel. ((G) inzet) Close-up van de punt van het archenteron van hetzelfde embryo als in (G), maar op een ander brandpuntsvlak om niet-skeletogene mesodermcelingressie te illustreren. In (H,J,K) markeert de witte pijlpunt de afvlakking van het ventrale ectoderm. In (H,J,L) markeren groene pijlen het verdikte epitheel op de grens tussen het vegetatieve ventrale en het vegetatieve dorsale ectoderm. In (I,J) benadrukken gele pijlpunten de aanwezigheid van skeletelementen. In (K) geven roze pijlpunten roodgepigmenteerde cellen aan die in het aborale ectoderm zijn ingebracht, en witte pijlen markeren de vernauwing van het archenteron dat de slokdarm van de maag scheidt. De witte stippellijnen met de annotatie “90°” geven verder de rechte hoek aan tussen het ventrale en het plantaardige ectoderm. In (K,L) benadrukt het teken “#” de positie van het stomodeum, en dus waar de mond zich zal vormen. Schaalbalk: (A – L) 30 μm; ((G) inzet) 10 µm. DC: dorsale keten; lLC: linker laterale keten; lVLC: linker ventrolaterale cluster; rLC: rechter laterale keten; rVLC: rechter ventrolaterale cluster; VC: ventrale keten.

## Afbeeldingen

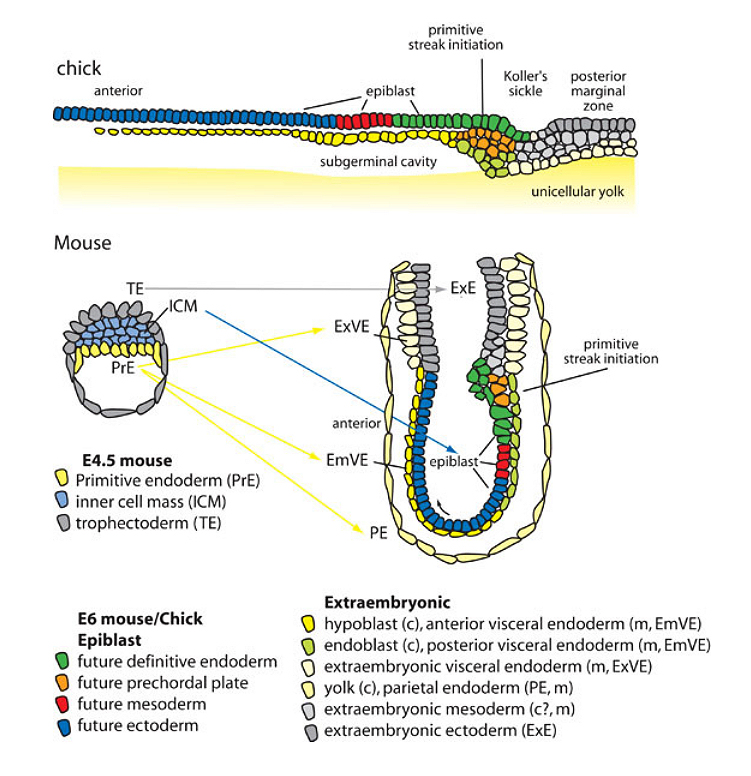
Organisatie van endodermale voorlopercellen en extra-embryonaal endoderm bij het begin van gastrulatie in kippen- en muizenembryo's
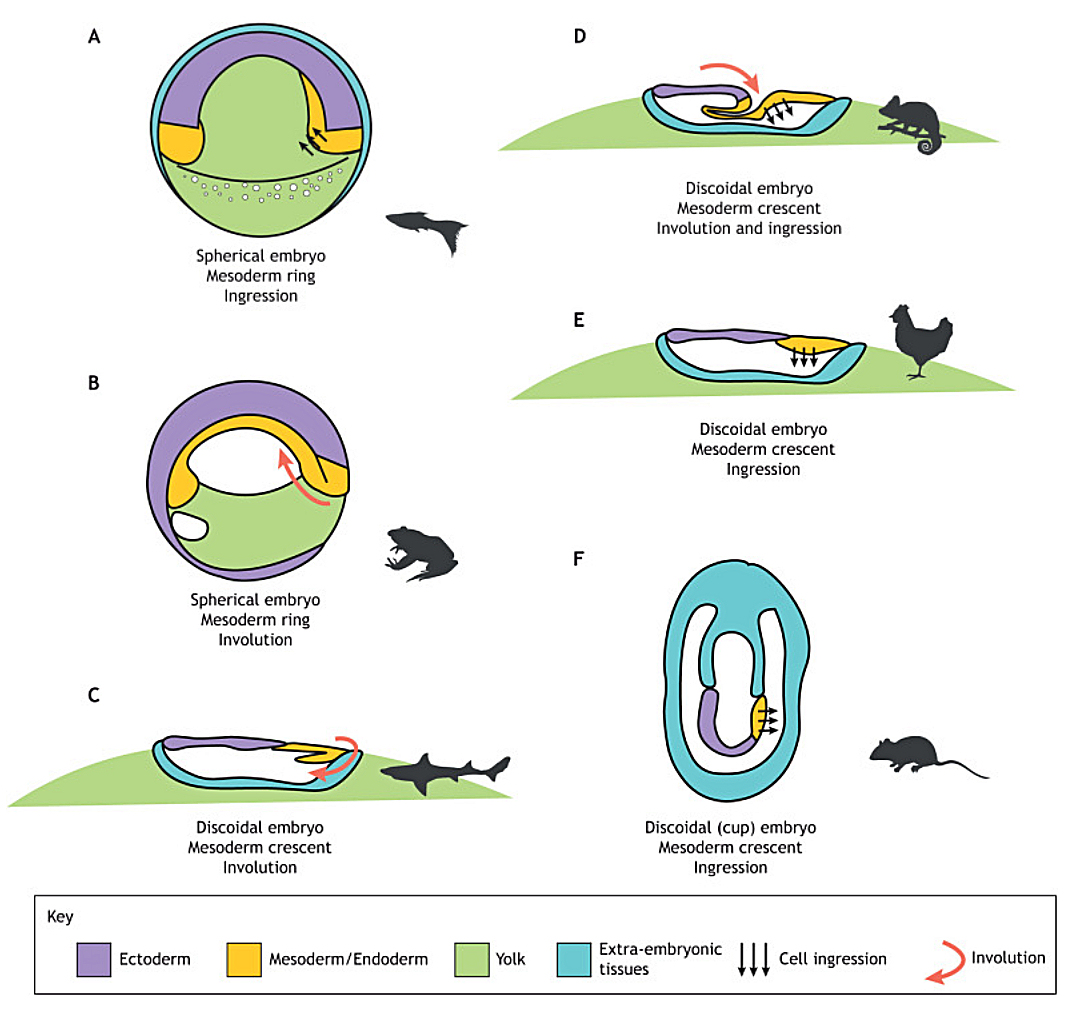
Gastrula bij verschillende soorten
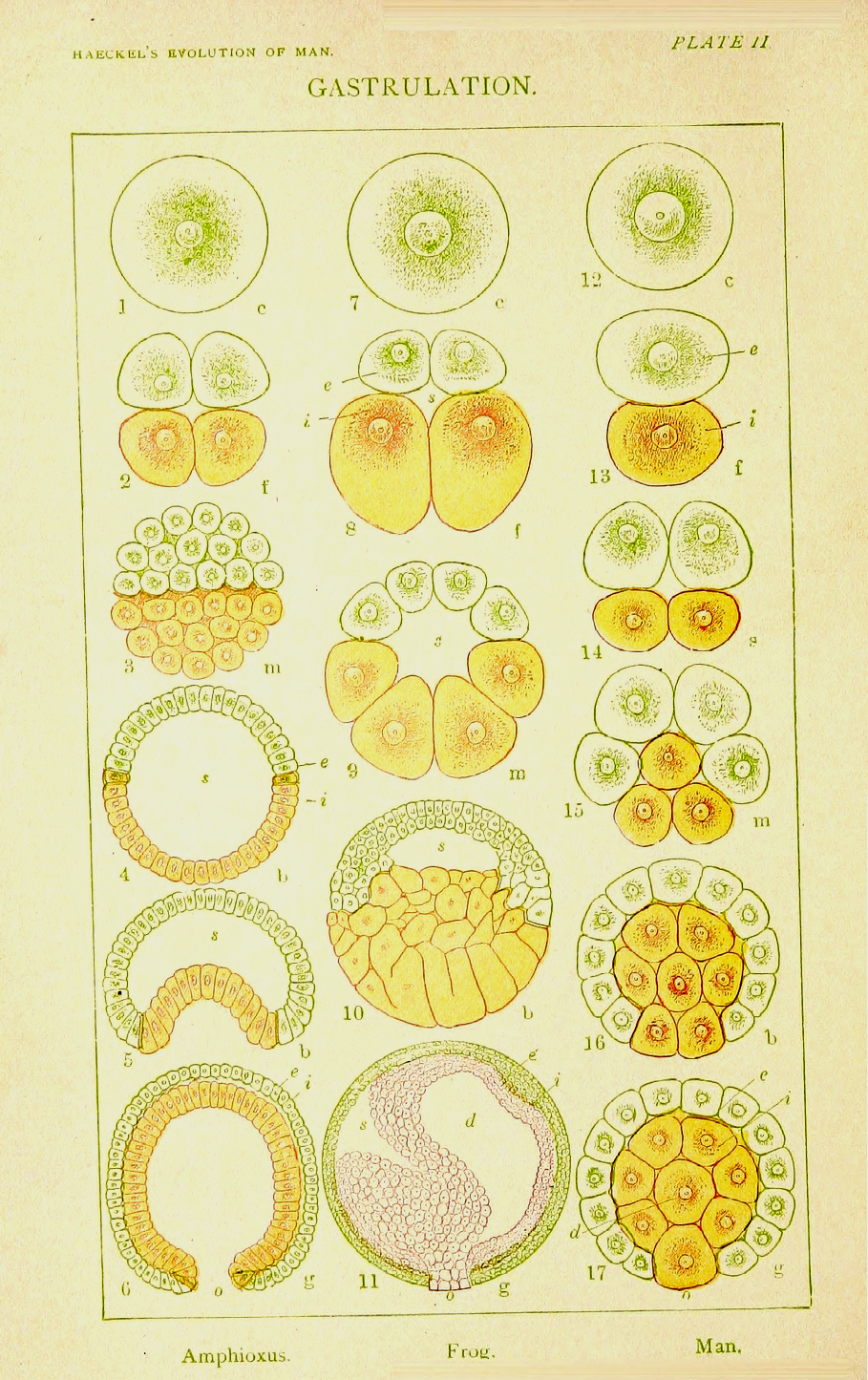
Gastrulatie bij lancetvisjes, kikkers  en de mens
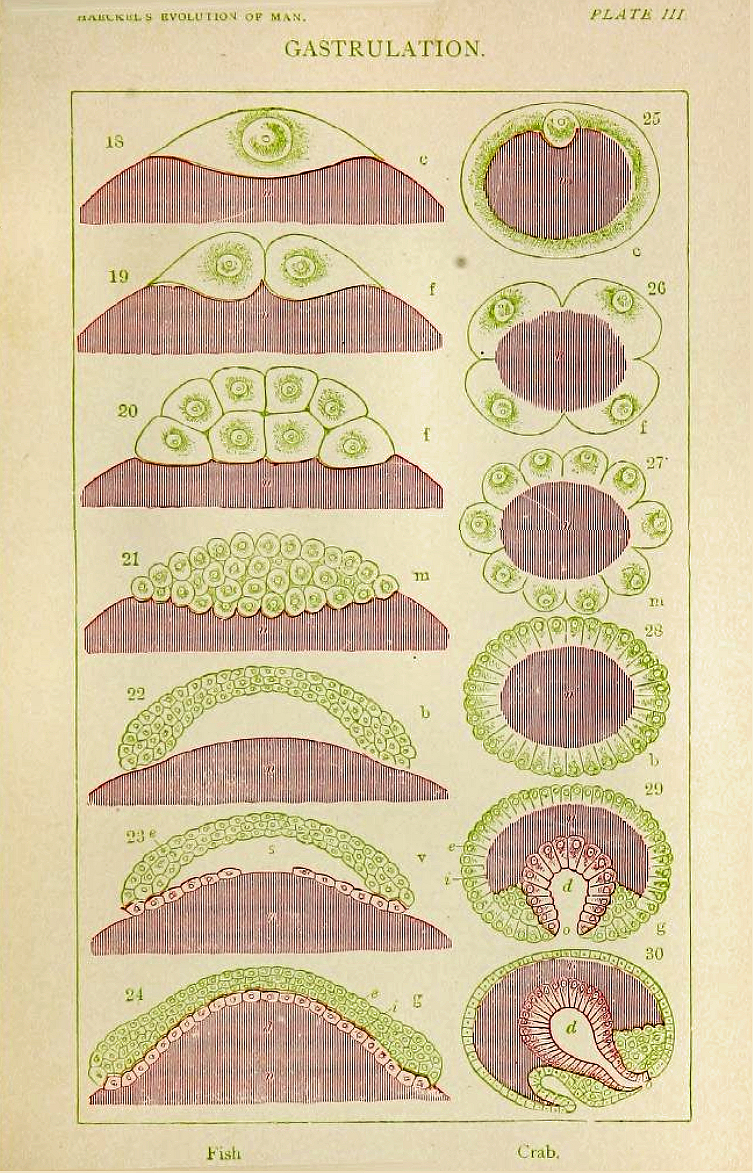
Gastrulatie bij vissen en krabben
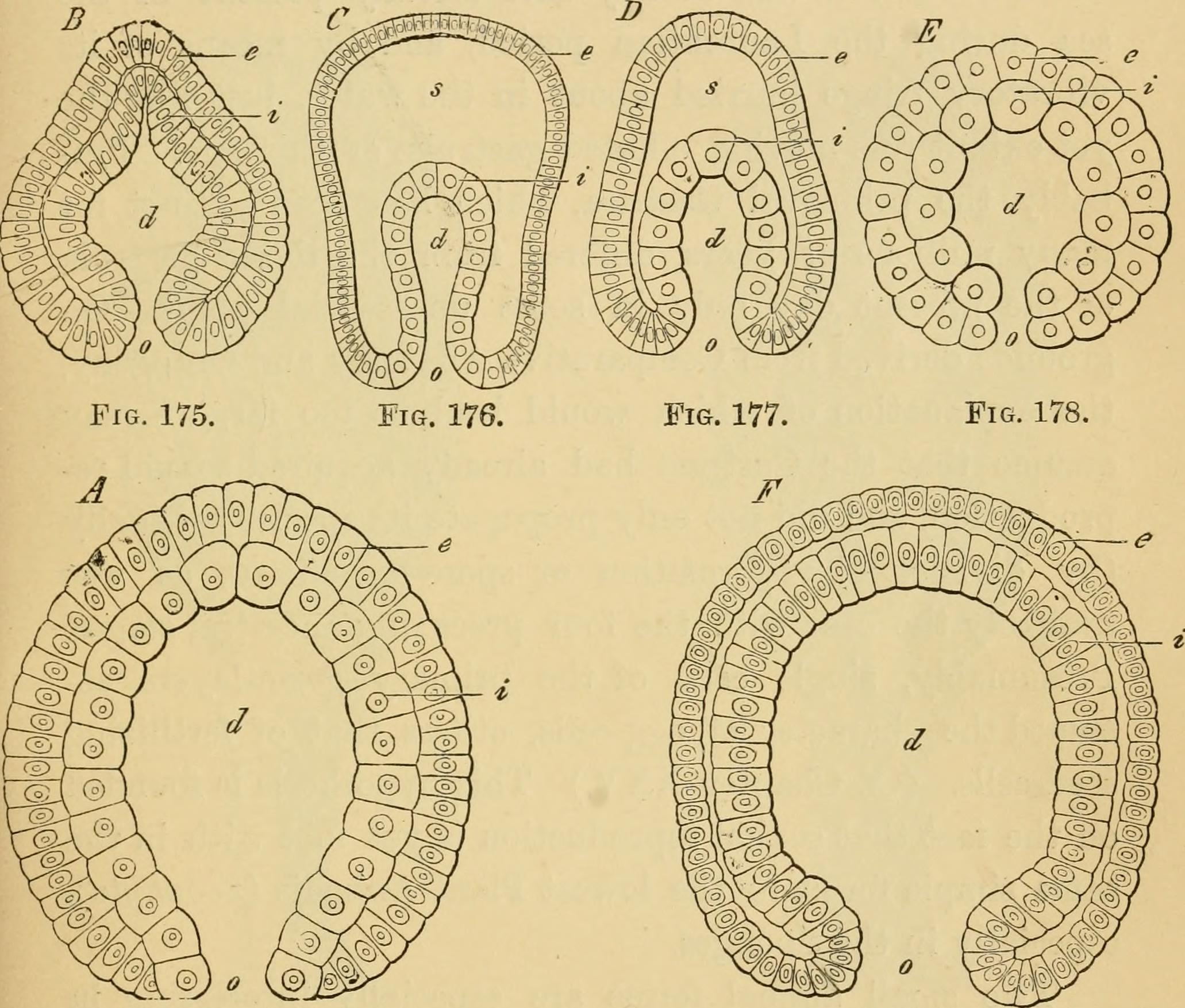
Fig. 174. — (A) Gastrula van een zoöfyt (sponzen , koraal en zeeanemonen en een deel van de Ciliophora). Fig. 175. — (B) Gastrula van een Sagitta). Fig. 176. — (C) Gastrula van een stekelhuidige (Zeesterren, Urasterella). Fig. 177. — (D) Gastrula van een Arthropoda (Primitieve krab, Nauplius). Fig. 178.— (E) Gastrula van een slak (Lymnaea). Fig. 179.— (F) Gastrula van een gewervelde (Branchiostoma, lancetvisje). d=archenteron, s=blastocoel, e=ectoderm, i=endoderm